# Языки Океании
Языки современного населения Австралии и Океании состоят из двух основных групп: языки аборигенов (местного населения) и выходцев из Европы, Америки и Азии. Языки коренного населения Океании делятся на 2 большие группы: папуасские (распространены на острове Новая Гвинея и некоторых островах Меланезии) и австронезийские (широкое распространение по всему региону). Так же как и папуасские языки Океании, языки аборигенов Австралии не обнаруживают генетической близости ни с какой другой языковой семьёй мира. Однако подавляющее число населения региона пользуются языками выходцев из Европы, Америки (а на островах Фиджи — и из Южной Азии). Примечательным является также то, что население Австралии составляет около 2/3 жителей всего региона.
Крупнейшими по численности населения являются следующие языковые семьи: индоевропейская — 18 млн чел. (на середину 1980-х годов, или 76 %), семьи папуасских языков — 2,7 млн чел. (11,4 %), австронезийские языки — 2,4 млн чел. (10,1 %) и семьи австралийских языков — 160 тыс. (0,7 %).

## Численность языковых семей
По состоянию на середину 1980-х годов.
| семья               | Австралия | Океания | Всего | % ко всем |
| ------------------- | --------- | ------- | ----- | --------- |
| Все                 | 15324     | 8422    | 23746 | 100 %     |
| Индоевропейская     | 14731     | 3291    | 18022 | 75,89 %   |
| Папуасские семьи    | 1         | 2702    | 2703  | 11,38 %   |
| Австронезийская     | 22        | 2370    | 2392  | 10,07 %   |
| Афразийская         | 200       | 6       | 206   | 0,87 %    |
| Австралийские семьи | 160       | 0       | 160   | 0,67 %    |
| Австроазиатская     | 90        | 5       | 95    | 0,40 %    |
| Сино-тибетская      | 38        | 40      | 78    | 0,33 %    |
| Уральская           | 41        | 2       | 43    | 0,18 %    |
| Другие              | 30        | 17      | 47    | 0,20 %    |

## Классификация

### Индоевропейская семья
| семья (группа)  | язык              | Австралия | Океания | Всего | % к группе |
| --------------- | ----------------- | --------- | ------- | ----- | ---------- |
| всего           | все               | 14731     | 3291    | 18022 | 100 %      |
| Германская      |                   | 13015     | 2824    | 15839 | 87,89 %    |
|                 | английский        | 12766     | 2794    | 15560 | 86,34 %    |
|                 | немецкий          | 133       | 7       | 140   | 0,78 %     |
|                 | голландский       | 100       | 21      | 121   | 0,67 %     |
|                 | датский           | 6         | 2       | 8     | 0,04 %     |
|                 | норвежский        | 5         | 0       | 5     | 0,03 %     |
|                 | фламандский       | 3         | 0       | 3     | 0,02 %     |
|                 | шведский          | 2         | 0       | 2     | 0,01 %     |
| Романская       |                   | 767       | 72      | 839   | 4,66 %     |
|                 | итальянский       | 700       | 2       | 702   | 3,90 %     |
|                 | французский       | 11        | 70      | 81    | 0,45 %     |
|                 | испанский         | 37        | 0       | 37    | 0,21 %     |
|                 | каталонский       | 8         | 0       | 8     | 0,04 %     |
|                 | португальский     | 6         | 0       | 6     | 0,03 %     |
|                 | румынский         | 5         | 0       | 5     | 0,03 %     |
| Славянская      |                   | 448       | 7       | 455   | 2,52 %     |
|                 | сербскохорватский | 175       | 3       | 178   | 0,99 %     |
|                 | македонский       | 115       | 0       | 115   | 0,64 %     |
|                 | польский          | 75        | 3       | 75    | 0,42 %     |
|                 | словенский        | 25        | 1       | 26    | 0,14 %     |
|                 | украинский        | 20        | 0       | 20    | 0,11 %     |
|                 | русский           | 15        | 0       | 15    | 0,08 %     |
|                 | чешский           | 15        | 0       | 15    | 0,08 %     |
|                 | словацкий         | 4         | 0       | 4     | 0,02 %     |
|                 | болгарский        | 2         | 0       | 2     | 0,01 %     |
|                 | белорусский       | 2         | 0       | 2     | 0,01 %     |
| Индоарийская    |                   | 46        | 333     | 379   | 2,10 %     |
| Кельтская       |                   | 95        | 23      | 118   | 0,65 %     |
|                 | ирландский        | 70        | 17      | 87    | 0,48 %     |
|                 | валлийский        | 25        | 6       | 31    | 0,17 %     |
| Балтийская      |                   | 30        | 0       | 30    | 0,17 %     |
|                 | латышский         | 20        | 0       | 20    | 0,11 %     |
|                 | литовский         | 10        | 0       | 10    | 0,06 %     |
| Палеобалканская |                   | 356       | 4       | 360   | 2,00 %     |
|                 | греческий         | 340       | 3       | 343   | 1,90 %     |
|                 | армянский         | 15        | 1       | 16    | 0,09 %     |
|                 | албанский         | 1         | 0       | 1     | 0,01 %     |

Крупнейшие языки:
- английский: англоавстралийцы (11430 тыс. чел.), англоновозеландцы (2505), англичане (1125), шотландцы (270), англоафриканцы (85), американцы США (85), англо- и шотландоирландцы (37), англоканадцы (21), питкэрнцы и норфолкцы (1), тринидадцы (1).
- немецкий: немцы (114 тыс. чел.), австрийцы (21), германошвейцарцы (5).
- французский: французы (80 тыс. чел.), маврикийцы-креолы (3), франкошвейцарцы (1).
- испанский: чилийцы (10 тыс. чел.), уругвайцы (10), аргентинцы (10), испанцы (5), венесуэльцы (1).
- португальский: бразильцы (3 тыс. чел.), португальцы (3).
- сербскохорватский: хорваты (153 тыс. чел.), сербы (25).

### Папуасские семьи
Общая численность населения, принадлежащего к данным семьям (объединены географически) — 2703 тыс. чел., (1 тыс. из них проживают на австралийском полуострове, 2702 — на островах Океании, за исключением Индонезии). Ещё 1750 тыс. папуассов проживает в Индонезии (на западе острова Новая Гвинея и близлежащих островах): индонезийская часть папуасских языков принадлежит к трансновогвинейской филе (1250), филе Западного Папуа (455), а также байоно-авбонским, гелвинк-бейским и нижние мамберамским семьям папуасских языков (остальные 45 тыс. человек). Распределение семей и групп языков согласно количеству носителей (на середину 1980-х):
| семья (фила)                  | группа                             | Папуа — Новая Гвинея | другие | Всего | % к группе |
| ----------------------------- | ---------------------------------- | -------------------- | ------ | ----- | ---------- |
| всего                         | все                                | 2680                 | 23     | 2703  | 100 %      |
| Трансновогвинейская фила      |                                    | 2185                 | 0      | 2185  | 80,84 %    |
|                               | группа восточногвинейского нагорья | 1310                 | 0      | 1310  | 48,46 %    |
|                               | группа хьюон                       | 120                  | 0      | 120   | 4,44 %     |
|                               | группа анга                        | 95                   | 0      | 95    | 3,51 %     |
|                               | группа бинандере                   | 90                   | 0      | 90    | 3,33 %     |
|                               | группа финистер                    | 80                   | 0      | 80    | 2,96 %     |
|                               | группа элема                       | 60                   | 0      | 60    | 2,22 %     |
|                               | группа трансфлай                   | 48                   | 0      | 48    | 1,78 %     |
|                               | группа гоилала                     | 45                   | 0      | 45    | 1,66 %     |
|                               | другие группы                      | 337                  | 0      | 337   | 12,47 %    |
| фила Сепик-Раму               |                                    | 285                  | 0      | 285   | 10,54 %    |
|                               | среднесепикская группа             | 160                  | 0      | 160   | 5,92 %     |
|                               | другие группы                      | 125                  | 0      | 125   | 4,62 %     |
| Фила Торричелли               |                                    | 115                  | 0      | 115   | 4,25 %     |
|                               | группа вапеи-палеи                 | 50                   | 0      | 50    | 1,85 %     |
|                               | группа комбио                      | 45                   | 0      | 45    | 1,66 %     |
|                               | другие группы                      | 20                   | 0      | 20    | 0,74 %     |
| Фила Восточного Папуа         |                                    | 70                   | 22     | 92    | 3,40 %     |
|                               | восточнобугенвильская группа       | 45                   | 0      | 45    | 1,66 %     |
|                               | другие группы                      | 25                   | 22     | 47    | 1,74 %     |
| Сток Ско                      |                                    | 6                    | 0      | 6     | 0,22 %     |
| Сток Квомтари-Баибаиские      |                                    | 3,2                  | 0      | 3,2   | 0,12 %     |
| Семья Араи (Лефтмейская)      |                                    | 1,5                  | 0      | 1,5   | 0,06 %     |
| папуасы о-вов Торресова прол. |                                    | 0                    | 1      | 1     | 0,04 %     |
| Сток Амто-Мусиан              |                                    | 0,3                  | 0      | 0,3   | 0,01 %     |
| другие                        |                                    | 14                   | 0      | 14    | 0,52 %     |

Крупнейшие папуасские народы:
- трансновогвинейская фила
  - группа восточногвинейского нагорья (1310 тыс. человек)
    - группы энга-виру (484 тыс. чел.): 1) группа энга (220): энга, лембена, бисорио (иниаи), хули (90), ангал (85), самбериги (сау), кева (65), менди; 2) группа виру (24);
    - группы чимбу-вахги (486 тыс. чел.): 1) группа чимбу (200): дом, голин, куман, номане, салт-юи, синасина; 2) группа чуаве (37); 3) группа хаген (143): мельпа (медлпа), каугель (имбо-унгу, мбо-унг, умбу-унгу); 3) группа гими (38): гими (27), маринг (11), нарак, кандаво; 4) группа вахги (68): нии, вахги, северные вахги;
    - группа калам (18 тыс. чел.): гантс, калам, кобон, таи
    - группа горока (восток нагорья): 1) исаби; 2) генде; 3) гахуку: дано (верхние асаро), алекано (гахуку), токано (нижние асаро); 4) сиане: сиане, явейуха; 5) южные горока: бенабена (22 тыс. чел.), форе, гими, камоно, каните, кеягана, ягариа
    - группа каинанту: бинумариен, таироа, ваффа, гаува (агараби, ауйяна (11 тыс. чел.), ава, гадсуп (27), усаруфа),
    - группы маринд, или маринг (11 тыс. чел.): 1) маринг: бьян-маринг, маринг; 2) боази: куни-боази, зимакани; 3) якай: варкай-бипим, якай; 4) асмат-каморо: асмат, яосакор, буруваи (асиенара), читак, тамним-читак, диуве, камберау (ириа), каморо, семпан; 5) авью-думут: сави, агху-цаквамбо (котогут), авью (южные, центральные, джайр, эдера, асуэ, северные), атас-мандобо (каэти), бавах-мандобо, комбаи, вамбон, ванггом, короваи, северные короваи, кетум; 6) момбум: конерау, момбум; 7) ок: тангко, бурумакок, квер, копкака, ивур, мую (или кати: северные, южные), нинггерум, йонггом, бимин, файвол, каувол, миан, накай, сетаман, суганга, нгалум, тифал, телефол, урапмин,
    - группа тирио: тирио (макаям, атуру), битур (мутум), бараму, уэре (вере),
    - группа минанабаи: минанибаи, тао, мубами, карами, махиги,
    - группа турама-кикори: руму (каири), омати, икоби, мена,
    - группа теберан: дадиби, фолопа (подоба),

  - группа хьюон (120 тыс. чел. в провинции Морове на востоке, часто объединяют с группой финистер): комба (18), тимбе (16), набак (14), кате (10), дедуа, кубе, боронг (или косоронг), мапе, мигабац, момаре, сене, коваи, бурум (или миндик), киналакна, кумокио, месе, ному, оно, сиалум, селепет, тобо;
  - группа анга (95 тыс. чел. на севере Центрального округа): капау, или хамтаи (48), менья (17), камаса, каватса, ягвоиа, акойе (лохики), баруя, сафейока, симбари, сусуами, таинаэ (ивори);
  - группа бинандере (90 тыс. чел. в Северном округе на юго-востоке): орокаива (36), амбаси, аэка, бинандере, баруга, догхоро, эваге (или ноту, 15), гаина, хунжара, корафе, маваэ, суэна, йега, йекора, зиа, а также гуху-семане (язык-изолят);
  - группа финистер (80 тыс. чел. в провинции Морове на востоке, часто объединяют с группой хьюон):
    - ветвь гусап мот: рава (11 тыс. чел.), мади (или гира), ийо (или наху), неко, некгини, нгаинг, уфим;
    - ветвь абага: абага;
    - ветвь эрап: финонган, гусан, мамаа, мункип, накама, ними, нук, нек, нумангганг, саук, ури;
    - ветвь урува: нукну (или комуту), сакам, сом, велики, йау;
    - ветвь вантоат: авара, тума-ируму, вантоат (ягавак и бам);
    - ветвь варуп: асароо (или морафа), бульгеби, дегенан, форак, гуйа (гуйарак), гвахатике (дахатинг), муратаяк (асат), ягоми;
    - ветвь йупна: бонкиман, домунг, габутамон, ма (мебу), нанкина, йопно (кевьенг, вандабонг, нокопо, исан).

  - группа элема (60 тыс. чел.): тоапири (28), ороколо (10), кейру, опао, тайрума (уарипи), пурари (10), каки-аэ.
  - группа трансфлай (48 тыс. чел. западное и северо-западное побережье залива Папуа): южные (15 тыс. чел.) и северо-восточные киваи, аригиби, баму, мориги, керево, вабода, пороме (кибири).
  - группа гоилала (45 тыс. чел.): фуйюге (15), тауаде (12), кунимаипа (11), биангаи, вери;
  - группы юго-восточных папуассов («птичьего хвоста Папуа — Новой Гвинеи», в Центральном округе на юго-востоке):
    - группа коиари: 1) равнинные и горные коиаи, коитабу; 2) бараи: бараи, эсе (или манагаласи), намиаэ, ёмиэ;
    - группа квале: хумене, уаре (или квале), мулаха;
    - группа манубар: дорому, мариа;
    - группа яреба: анеме-ваке (абиа), барижи, моикоди (или дорири), навару (или сирио), яреба;
    - группа маилу: бауваки, бинахари, дому, лауа, маилу (или маги), морава;
    - группа дага: дага, гинуман, дима (или жимажима), мапена, маива, онжоб, канаси (или сона), турака, уманакаина (или гведена)

  - группы маданг (провинция Мадан на северо-востоке):
    - группа кован: корак, васкиа;
    - группа йозефсталь: осум (утармбунг), вадагинам, сика (мум, катиати, силеиби), помоика (анам, пондома, анамгура, икундун, моресада);
    - группа вананг: пайнамар, атан (атембле, ненд, ангауа), эму (апали, эмерум, мусак);
    - группа фаита: фаита;
    - группа берега Раи: 1) ветвь минджим: анжам (бом), бонгу, мале, пулабу, сам (сонгум); 2) ветвь яганон: ганглау, саэп, ябонг; 3) ветвь коу-усино: асас, синсауру, соп (усино); 4) ветвь эрима-дудуэла: дудуэла, огеа (эрима); 5) жилим; 6) васембо; 7) подраи: аравум, бийом, данару, думпу, кесаваи, колом, квато, лемио, рерау, сауси, сирои, сумаи, тауя, уригина, уйа (усу), янгулам;
    - группа димир-малас: димир, малас;
    - группа каукомбар: баргам (мугил), мала (пай), миани (тани), маиа (пила, саки);
    - группа кумил: брем (бунабун), бепоур, мауваке (улинган), моэре, мусар;
    - группа тибор-омоса: пал (абасакур), кобол (когуман), коваки, мавак, памосу (хинихон), ванамбре;
    - группа амаимон: амаимон;
    - группа нумуген: билакура, паравен, укуригума, усан (ванума), ябен, яравата;
    - группа мабусо: 1) каре; 2) кокон: гирава, мунит, кейн (бемал); 3) гум: амеле, бау, гумалу, исебе, паним, сихан; 4) хансеман: баймак, багупи, гал, нобоноб (гарух), гарус, маван, матепи, мосимо, наке, ремпи, раптинг, саруга, самоса, уту, вамас, силопи, йоидик, ваги (камба).

  - группа гогодала-суки: суки, гогодала, ари, варуна.
  - группа оксапмин: оксапмин.
- фила Сепик-Раму, которая включает 97 языков (285 тыс. человек) и распространена в округах Сепик и западной части округа Маданг Папуа — Новой Гвинеи. Разделяется на 5 групп:
  - среднесепикская группа (50 языков), крупнейшие: абелам (60 тыс. чел.), боикен (46), кванга (20), ятмул (14), савос (13), другие (7)
  - группа раму (37 языков)
  - гарунская группа: таиап
  - нор-пондо языки: 1) норские языки: копар, мурик; 2) пондо языки: ангорам, йимас, табриак, чамбри
  - группа Леонард-Шультце: 1) валио языки: валио, пеи, тувари, явило; 2) папи языки: папи, суармин
- фила Торричелли, объединяющая 47 языков (115 тыс. человек) и занимающая сравнительно небольшую северную часть округов Сепик. Разделяется на 7 групп:
  - группа вапей-палей (50 тыс. чел.)
    - вапейские языки: ау, вальман, гнау, диа, йиль, йис, нингиль, оло (17 тыс. чел.), синаген, элькеи, япунда, яу;
    - палейские языки: аги, аику, алатиль, аруоп, брагат, ванап, наби;
    - уратские языки: урат;

  - западновапейская группа: 1) сета: сета; 2) сети: сети; 3) оне: инебу-оне, каборе-оне, квамтим-оне, мольмо-оне, северный оне, южный оне
  - группа комбио (комбио-арапешская, 45 тыс. чел.)
    - арапешские языки: арапеш (или бумбита, 31 тыс. чел.), букийип, муфиан;
    - комбио языки: аруек, вом, комбио, торричелли, эйтиеп, ямбес

  - группа маимаи: 1) бели: бели; 2) виаки: виаки; 3) лаэко-либуатские: лаэко-либуат; 4) собственно маимаиские: силипут, хейо, яханг
  - группа мариенберг: буна, бунгаин, виарумус, джувал, камасау, уримо, элепи
  - группа монумбо: лилау, монумбо
  - группа урим: урим
- фила Восточного Папуа, охватывающая 28 языков (70 тыс. человек в Папуа — Новой Гвинее и 22 тыс. на Соломоновых Островах) и занимающая острова к северо-востоку и востоку от Новой Гвинеи:
  - южнобугенвильская семья (65 тыс. говорящих): языки симеку, насион (14 тыс. чел.), буин (12 тыс. чел.), оуне, лантанаи, коромира, наговиси (сибе), мотуна (сиваи), уисаи
  - севернобугенвильская семья (12 тыс. говорящих): языки конуа (рапоиси), кериака (рамопа), эиво (аскопан) и ротокас
  - новобританская группа: сулка, анем, пеле-ата, оакет, кайрак, ура, таулил, мали, симбали, маколкол, томоип, кол, куот
  - йелесомонская (единственная — на Соломоновых Островах): билуа (7 тыс. чел. — на острове Велья-Лавелья), лёндам (4 — на острове Ндени), йеле (3 — на острове Рассел, а также на острове Паклингтон провинция Милн-Бай Папуа — Новой Гвинеи), баниата (или тоуо), лавукалеве, савосаво. К восточнопапуасские языкам иногда также относят рифско-санта-крусскую семью (около 20 тыс. говорящих, языки аиво (острова Риф), санта-крусский и нанггу (острова Санта-Крус)), которая, возможно, представляет собой девиантную группу австронезийских языков, подвергшихся сильному папуасскому воздействию.
- сток Ско на уровне филы, включающий 8 языков (всего 6,6 тыс. человек, в Папуа — Новой Гвинее — 6,0 тыс. чел.) и занимающий северный пограничный район между Папуа — Новой Гвинеей и Индонезией: ванимо языки: вутунг, ванимо, а в Индонезии — ско (или скоу); криса языки: криса, раво (или вараву), пуари, варапу.
- сток Квомтари-Баибаиские на уровне филы, включающий 5 языков (3,3 тыс. человек) и располагающийся на северо-западе округа Западный Сепик Папуа — Новой Гвинеи; языки: квомтари, гуриасо, фас, баибаи, наи, пью.
- семья Араи (Лефтмейская) на уровне филы, включающая 6 языков (1,6 тыс. человек) и распространённая в округе Западный Сепик; языки: итери, ама, накви, нимо, бо, овинига.
- сток Амто-Мусиан на уровне филы, включающий 2 языка (0,3 тыс. чел.) и занимающий область между стоком Квомтари и семьей Лефт-Мей; языки амто и мусиан (мусан).

### Австронезийская макросемья
Согласно наиболее распространённой классификации австронезийских языков, эту макросемью можно поделить на две группы (жирным выделены группы и семьи языков, распространённые в Океании и Австралии):
- тайваньскую группу
- малайско-полинезийскую группу
  - западный ареал языков (зоны: 1) калимантанская с 11 ветвями; 2) филиппино-северно-сулавесийскую; 3) сулавесийскую — 8 ветвей; 4) западнозондская, или суматранско-яванская с 10 ветвями; 5) зона белау (палау)-чаморро)
  - центрально-восточные надветви
    - центрально-малайско-полинезийская надветвь (150 языков востока Индонезии и Западного Тимора)
    - восточно-малайско-полинезийская надветвь
      - южнохальмахерско-западноновогвинейская подзона (39 языков на севере Молуккских островов и западном побережье Новой Гвинеи)
      - океанийская подзона (около 450 языков в прибрежной части востока Новой Гвинеи и в Океании)
        - ветвь островов Адмиралтейства
          - западная группа: кениэт, сеимат, вувулу-ауа
          - восточная группа
            - манусская подгруппа: андра-хус, элу, эре, келе, коро, курти, леипон, леле, нали, папиталаи, понам, титан, лониу, мокеранг, бипи, бохуаи, хермит, кхехек, ликум, мондрополон, ньиндроу, сори-харенган
            - пак-тонг
            - языки юго-восточных островов: балуан-пам, лоу, ленкау, науна, пенчал

        - япский язык (возможно относится к языкам островов Адмиралтейства)
        - сент-маттайасская ветвь (языки муссау-эмира и тенис)
        - западноокеанийская ветвь
          - мезо-меланезийская подветвь
          - северо-новогвинейская подветвь
          - сарми-джайпурская подветвь
          - подветвь восточной оконечности Папуа

        - центрально-восточно-океанийская ветвь
          - подветвь юго-восточных Соломоновых островов
          - подветвь утупуа-ваникоро (острова Санта-Крус: амба, асумбоа, танимбили, танема, теану, вано)
          - южноокеанийская подветвь (Вануату и Новая Каледония, включая острова Луайоте)
            - северно-вануатская подгруппа
              - подгруппа восточного Санто
              - подгруппа внутренней Малекулы
              - северозападно-вануатская подгруппа
                - восточно-вануатская микрогруппа
                - микрогруппа эпи
                - мигрогруппа прибрежной Малекулы
                - микрогруппа западного Санто: акеи, амблонг, аоре, араки, киаи (фортсенал), ламетин, мафеа, малмарив, мало, мороуас, наранго, навут, нокуку, пиаматсина, рориа, тамботало, тангоа, тасмате, толомако, тутуба, валпей, вунапу, ваилапа, вуси

            - ядерная (ядерно-южноокеанийская) группировка

          - центрально-тихоокеанская подветвь
            - западно-фиджийско-ротуманская надгруппа (западнофиджийский, ротума, намоси-наитасири-серуа)
            - восточно-фиджийско-полинезийская надгруппа
              - восточно-фиджийская группа (восточнофиджийский, лау, ломаивити)
              - полинезийская группа (тонганский, самоанский, таитянский, рапануйский, маори, гавайский)

          - микронезийская подветвь (тунгару, или кирибати, кусаие, маршальский, мокил, пингелап, понапе, каролинский, трук, науру)

Все ветви и зоны океанийской подзоны кроме последней подветви (микронезийские языки) и предпоследней группы (полинезийские языки) относятся к меланезийским языкам, традиционно выделяемым не по генетическому, а по этно-ареальному принципу.
| семья (группа)         | язык                             | Австралия | Океания | Всего | % к группе |
| ---------------------- | -------------------------------- | --------- | ------- | ----- | ---------- |
| всего                  | все                              | 22        | 2370    | 2392  | 100 %      |
| Меланезийская          |                                  | 5         | 1207    | 1212  | 50,67 %    |
|                        | меланезийцы Папуа — Новой Гвинеи | 0         | 479     | 479   | 20,03 %    |
|                        | фиджийцы                         | 5         | 312     | 317   | 13,25 %    |
|                        | меланезийцы Соломоновых Островов | 0         | 224     | 224   | 9,36 %     |
|                        | меланезийцы Вануату              | 0         | 119     | 119   | 4,97 %     |
|                        | меланезийцы Новой Каледонии      | 0         | 45      | 45    | 1,88 %     |
|                        | меланезийцы островов Луайоте     | 0         | 19      | 19    | 0,79 %     |
|                        | ротума (Фиджи)                   | 0         | 8       | 8     | 0,33 %     |
|                        | меланезийцы островов Санта-Крус  | 0         | 0,5     | 0,5   | 0,02 %     |
| Полинезийская          |                                  | 5         | 864     | 869   | 36,33 %    |
|                        | маори                            | 0         | 287     | 287   | 12,00 %    |
|                        | самоа                            | 3         | 231     | 234   | 9,78 %     |
|                        | тонга                            | 2         | 109     | 111   | 4,64 %     |
|                        | таитяне                          | 0         | 93      | 93    | 3,89 %     |
|                        | маори островов Кука              | 0         | 41      | 41    | 1,71 %     |
|                        | полинезийцы Меланезии            | 0         | 20      | 20    | 0,84 %     |
|                        | увеа                             | 0         | 14      | 14    | 0,59 %     |
|                        | ниуэ                             | 0         | 12      | 12    | 0,50 %     |
|                        | маркизцы                         | 0         | 11      | 11    | 0,46 %     |
|                        | туамоту                          | 0         | 11      | 11    | 0,46 %     |
|                        | тубуайцы                         | 0         | 11      | 11    | 0,46 %     |
|                        | тувалу                           | 0         | 9       | 9     | 0,38 %     |
|                        | футуна                           | 0         | 7       | 7     | 0,29 %     |
|                        | токелау                          | 0         | 4       | 4     | 0,17 %     |
|                        | мангарева                        | 0         | 1       | 1     | 0,04 %     |
|                        | пукапука                         | 0         | 1       | 1     | 0,04 %     |
|                        | рапануйцы                        | 0         | 1       | 1     | 0,04 %     |
|                        | гавайцы                          | 0         | 1       | 1     | 0,04 %     |
| Микронезийская         |                                  | 0         | 174     | 174   | 7,27 %     |
|                        | тунгару (Кирибати)               | 0         | 65      | 65    | 2,72 %     |
|                        | трукский язык                    | 0         | 40      | 40    | 1,67 %     |
|                        | маршалльцы                       | 0         | 25      | 25    | 1,05 %     |
|                        | понапе                           | 0         | 23      | 23    | 0,96 %     |
|                        | косяэ                            | 0         | 5       | 5     | 0,21 %     |
|                        | каролинцы                        | 0         | 5       | 5     | 0,21 %     |
|                        | науру                            | 0         | 5       | 5     | 0,21 %     |
|                        | волеаи, улити, сонсорольцы       | 0         | 3       | 3     | 0,13 %     |
|                        | банаба (Кирибати)                | 0         | 2       | 2     | 0,08 %     |
|                        | япский язык                      | 0         | 0,5     | 0,5   | 0,02 %     |
| Западноавстронезийская |                                  | 10        | 127     | 137   | 5,73 %     |
|                        | чаморро                          | 0         | 84      | 84    | 3,51 %     |
|                        | белау                            | 0         | 18      | 18    | 0,75 %     |
|                        | яванцы                           | 5         | 10      | 15    | 0,63 %     |
|                        | филиппинцы                       | 2         | 11      | 13    | 0,54 %     |
|                        | малайцы Малайзии                 | 5         | 2       | 7     | 0,29 %     |

Крупнейшие языки:
- меланезийцев Папуа — Новой Гвинеи:
  - новогвинейская подгруппа: толаи (95 тыс. чел.), кеапара (22), адзера (20), моту (20), киливила (20), синагоро (16), такиа (15), тавала (12), другие (229),
  - бугенвильская подгруппа: нехан (5), другие (25).
- меланезийцев Соломоновых Островов: ареаре-дориа (40 тыс. чел.), кварааэ (15), саа, или апапэаа (12), нггела (12), малуу (10), кваио-уру (10), лау (8), фаталека (7), марово (6), лангаланга (5) другие (99 — всего 73 этноса).
- меланезийцев Вануату:
  - восточноокеанийская подгруппа (93 тыс. чел.): эфате (9), тонгоа-нгуна (5), паама (3), рага (2,5) другие (73,5 — всего 77 этносов),
  - таннская подгруппа (17 — всего 5 этносов),
  - подгруппа внутренней Малекулы (7 — всего 12 этносов),
  - подгруппа восточного Санто (2 — всего 5 этносов),
  - эромангская подгруппа (0,7),
  - анейтьюмская подгруппа (0,3).
- меланезийцев Новой Каледонии (канаки): тауру, уаилу, паачи, харасу, чамухи.
- меланезийцев островов Луайоте (Новая Каледония): ненгоне (на острове Маре), лифу (остров Лифу), иаи (остров Увеа).
- полинезийцев Меланезии (так называемые outliers, Соломоновы Острова): луангиуа (на атолле Онтонг-Джава), сикаиана (атолл Стьюарт), тикопиа и анута (острова Тикопиа и Анута), пилени и таумако (острова Риф и Дафф), мунггаба (остров Реннелл), мунггики (остров Беллона).

### Афразийская макросемья
Общая численность населения, принадлежащего к данной макросемье — 206 тыс. чел., все они принадлежат к семитской языковой семье. Крупнейшие народы семьи — мальтийцы и евреи.
| язык      | Австралия | Океания | Всего | % к группе |
| --------- | --------- | ------- | ----- | ---------- |
| все       | 200       | 6       | 206   | 100 %      |
| мальтийцы | 85        | 0       | 85    | 41,26 %    |
| евреи     | 67        | 5       | 72    | 34,95 %    |
| арабский  | 48        | 1       | 49    | 23,79 %    |

Крупнейшие арабоязычные народы:
- ливанцы (31 тыс. чел.), египтяне (12), иорданцы (2), иракцы (2), сирийцы (2).

### Австралийские семьи
Общая численность населения, принадлежащего к данным семьям (объединены географически) — 160 тыс. чел., (144 тыс. из них проживают на австралийском континенте, 16 — на островах Торресова пролива). Родственная связь между австралийскими языками строго не доказана. Особую группу аборигенов образует население островов Торресова пролива: жители западной части этих островов, составляющие большую часть островитян (9/10), говорят на диалектах, близких соседним австралийским языкам, жители восточной части — на одном из папуасских языков
Всё множество языковых групп австралийских аборигенов условно можно разделить на:
- пама-ньюнгские языки (178 языков народов и племён на 7/8 австралийского континента);
- не-пама-ньюнганские языки (85 остальных языков, входящих в 15 отдельных языковых семей).

### Австроазиатская макросемья
Общая численность населения, принадлежащего к данной макросемье — 95 тыс. чел., (90 тыс. из них проживают на австралийском полуострове). Крупнейшие народы семьи — вьеты и кхмеры.
| язык   | Австралия | Океания | Всего | % к группе |
| ------ | --------- | ------- | ----- | ---------- |
| все    | 90        | 5       | 95    | 100 %      |
| вьеты  | 50        | 4       | 54    | 56,84 %    |
| кхмеры | 40        | 1       | 41    | 43,16 %    |

Вьеты также живут в Новой Каледонии (2,0 тыс. чел.), Новой Зеландии (1,0), Вануату (0,4). Почти все «океанические» кхмеры проживают в Новой Зеландии (1,0).

### Сино-тибетская макросемья
Общая численность населения, принадлежащего к данной макросемье — 78 тыс. чел., (38 тыс. из них проживают на австралийском полуострове). Крупнейшие народы семьи — китайцы (75) и бирманцы (3 — все на материке).
Много китайцев проживает в Австралии (35 тыс. человек), Новой Зеландии (19), Французская Полинезия (12; так называемые «тинито»), Фиджи (5), острове Рождества (1,8 или 58,7 % всего населения), Папуа — Новая Гвинея (1,0), Соломоновы Острова (0,7), Науру (0,7), Вануату (0,1), Восточное и Западное Самоа, Кирибати.

### Уральская макросемья
Общая численность населения, принадлежащего к данной макросемье — 43 тыс. чел., (41 тыс. из них проживают на австралийском континенте). Крупнейшие народы семьи — венгры (32), финны (6) и эстонцы (5). В пределах Океании проживает около 2 тыс. венгров (практически все в Новой Зеландии).